# Bet Dżan
Bet Dżan (hebr. בית ג'ן, arab. بيت جن, Bajt Dżann) – samorząd lokalny położony w Dystrykcie Północnym, w Izraelu.

## Położenie
Miejscowość Bet Dżan jest położona na wysokości 908 metrów n.p.m. na południowo-zachodnim skraju masywu góry Meron w Górnej Galilei. Leży na kilku wzgórzach. Na południe od miejscowości wznosi się góra Har HaAri (1048 m n.p.m.), za którą znajduje się Dolina Chananja. Po stronie południowo-zachodniej wznosi się góra Har Cafrir (1016 m n.p.m.), na północnym zachodzie Wyżyna Peki’in (886 m n.p.m.), a na północy góra Har Sachal (ponad 900 m n.p.m.). Po stronie wschodniej jest głębokie wadi strumienia Szfanim, za którym wznosi się góra Har Szfanim (950 m n.p.m.) – przechodzi ona w masyw góry Meron. Strumień Szfanim spływa w kierunku północno-zachodnim i zasila przepływający na północy strumień Keziw. Z południowej części miejscowości wypływa strumień Peki’in, który spływa w kierunku zachodnim. Na południowy wschód od miejscowości przepływa strumień HaAri. W jej otoczeniu znajdują się miejscowości Rama, Sadżur, Peki’in i Churfeisz, moszawy Curi’el, Kefar Choszen, Meron, Kefar Szammaj i Szefer, kibuce Sasa, Ciwon i Parod, wieś komunalna Haraszim, oraz wieś druzyjska En al-Asad. W odległości 10 kilometrów na północ przebiega granica Libanu.

### Podział administracyjny
Bet Dżan jest położone w Poddystrykcie Akki, w Dystrykcie Północnym.

## Demografia
Zgodnie z danymi Izraelskiego Centrum Danych Statystycznych w 2011 roku w Bet Dżan żyło ponad 10,8 tys. mieszkańców, z czego 99,8% Druzowie, 0,1% Arabowie muzułmanie i 0,1% inne narodowości. Wskaźnik wzrostu populacji w 2011 roku wynosił 0,9%. Zgodnie z danymi Izraelskiego Centrum Danych Statystycznych średnie wynagrodzenie pracowników w Bet Dżan w 2009 roku wynosiło 4299 ILS (średnia krajowa 7070 ILS).
| Wiek (w latach) | Procent populacji w % |
| --------------- | --------------------- |
| 0 – 4           | 9,5                   |
| 5 – 9           | 9,9                   |
| 10 – 14         | 10,5                  |
| 15 – 19         | 10,8                  |
| 20 – 29         | 17,3                  |
| 30 – 44         | 20,8                  |
| 45 – 59         | 13,5                  |
| 60 – 64         | 1,9                   |
| 65 –            | 5,8                   |

Źródło danych: Central Bureau of Statistics.

## Historia
Współczesna wieś Bet Dżan została założona w XVIII wieku przez Druzów, którzy przenieśli się tutaj z Libanu. Gdy francuski podróżnik Victor Guérin odwiedził wieś pod koniec XIX wieku, odnotował, że liczyła ona zaledwie 200 druzyjskich mieszkańców. Wioska była częściowo opuszczona, i wiele domów stało pustych. Miejscowi opowiedzieli, że wiele rodzin wyjechało do Syrii, aby uniknąć płacenia wysokich podatków i potrąceń wojskowych. We wsi mieszkało wówczas także kilka rodzin żydowskich. Na przełomie XIX i XX wieku tutejsi Druzowie założyli sąsiednią wieś En al-Asad. W wyniku I wojny światowej w 1918 roku cała Palestyna przeszła pod panowanie Brytyjczyków. Przyjęta 29 listopada 1947 roku Rezolucja Zgromadzenia Ogólnego ONZ nr 181 w sprawie podziału Palestyny przyznawała rejon wioski Bet Dżan państwu arabskiemu. Podczas wojny domowej w Mandacie Palestyny na początku 1948 roku do wsi wkroczyły siły Arabskiej Armii Wyzwoleńczej, które paraliżowały żydowską komunikację w całym obszarze Górnej Galilei. Podczas I wojny izraelsko-arabskiej w październiku 1948 roku Izraelczycy przeprowadzili w tym rejonie operację „Hiram”, i 30 października bez walki zajęli Bet Dżan. W izraelskiej armii służyła już wówczas druzyjska jednostka wojskowa, dlatego oszczędzono Bet Dżan, nie wysiedlając jej mieszkańców. Dzięki temu Bet Dżan zachowała swój pierwotny charakter. Prawa niezależnego samorządu lokalnego osada otrzymała w 1964. Od tego momentu ma możliwość wybierania własnej lokalnej rady samorządowej.
Bet Dżan leży na terenie rezerwatu przyrody góry Meron, co jest przyczyną licznych napięć władz z mieszkańcami. Przepisy uniemożliwiają swobodny wyręb lasu i ograniczają rozwój przestrzenny miejscowości. Na tym tle dochodziło do licznych protestów. W dniu 6 lipca 1987 roku doszło do szczególnie ostrych protestów, podczas których rannych zostało 31 osób. Na przełomie 2000 i 2001 roku władze samorządowe zawarły porozumienie z administracją rezerwatu przyrody, w sprawie zakupu nowych gruntów i budowy utwardzonej drogi przez centralną część rezerwatu. Droga ta połączyła Bet Dżan z sąsiednią miejscowością Churfeisz. Podczas II wojny libańskiej w 2006 roku miasteczko padło ofiarą ostrzału rakietowego prowadzonego przez organizację terrorystyczną Hezbollah z terytorium Libanu.

## Symbole
Oficjalny herb Bet Dżan został opublikowany we wrześniu 1967 roku. Ma on kształt tarczy, na której widnieje winorośl. Powyżej i poniżej tarczy umieszczono nazwę miejscowości pisaną w języku hebrajskim i arabskim. Oficjalna flaga miejscowości występuje w różnych wariantach: czerwona flaga z zielonym herbem, żółta flaga z czerwonym herbem, zielona flaga z zielonym herbem i biała flaga z zielonym herbem.

## Polityka
Siedziba władz samorządowych znajduje się w samym centrum miejscowości. Przewodniczącym rady jest Jusef Kablan.

### Współpraca
Bet Dżan ma zawartą umowę partnerską z następującymi miastami:
- Kefar Sawa,  Izrael (od 2006 r.)

## Architektura
Miasteczko posiada typową arabską architekturę, charakteryzującą się ciasną zabudową i wąskimi, krętymi uliczkami. Zabudowa powstawała bardzo chaotycznie, bez zachowania jakiegokolwiek wspólnego stylu architektonicznego. Górskie położenie powoduje rozproszenie zabudowy i utrudnia stworzenie jednolitej infrastruktury. Pomimo że zabudowa w centrum ma charakter miejski, to na obrzeżach przybiera typowy charakter wiejski.

## Kultura
W miejscowości jest ośrodek kultury, biblioteka publiczna oraz Centrum Dziedzictwa Druzów.

## Edukacja i sport
W Bet Dżan znajdują się cztery szkoły, w tym trzy podstawowe i LaMizrach HaTichon College. W 2010 roku uczyło się w nich ponad 2,5 tys. uczniów, w tym prawie 1,3 tys. w szkołach podstawowych. Średnia uczniów w klasie wynosiła 29. Przy szkołach są usytuowane boiska i sale sportowe.

## Turystyka
Miejscowość jest dogodnym punktem wyjściowym do wycieczek po górach Górnej Galilei. Tutejszy łagodny klimat przyciąga licznych turystów szukających latem schronienia przed upałami. W miejscowości istnieje możliwość wynajęcia noclegów i zjedzenia posiłku. W pobliżu jest położony rezerwat przyrody strumienia Keziw.

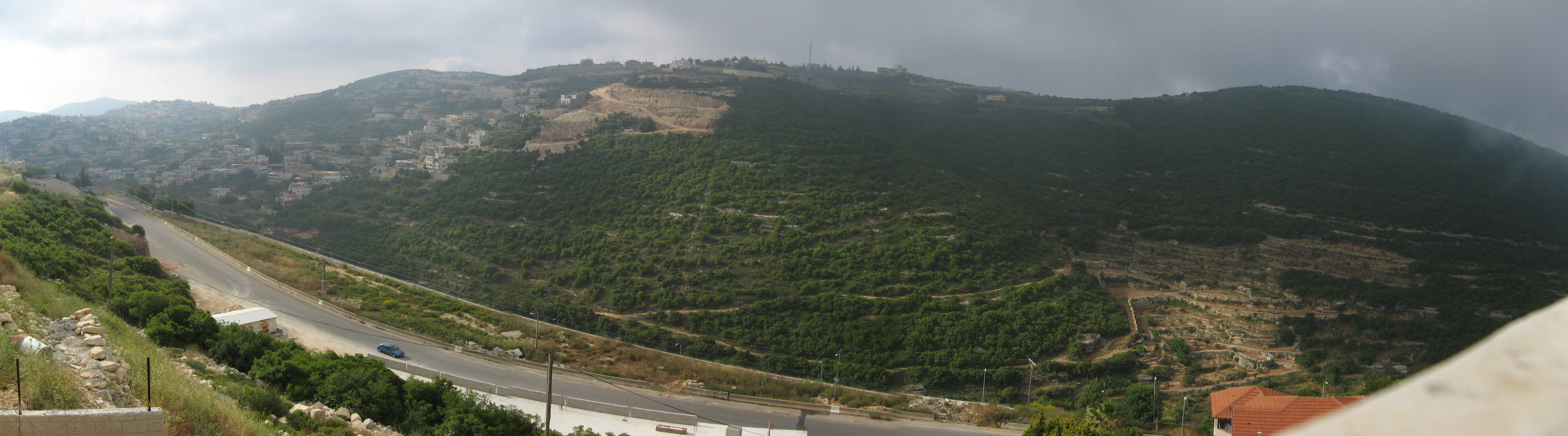
Panorama okolicy Bet Dżan

## Gospodarka
Podstawą lokalnej gospodarki pozostaje rolnictwo, chociaż coraz większą rolę odgrywają usługi, handel i obsługa ruchu turystycznego. Wielu mieszkańców pracuje w okolicznych strefach przemysłowych i w izraelskich siłach bezpieczeństwa.

## Transport
Z miejscowości wyjeżdża się w kierunku południowo-zachodnim i dojeżdża do skrzyżowania z drogą nr 864, którą jadąc na południowy wschód dojeżdża się do miejscowości Rama, lub jadąc na północny zachód dojeżdża się do miejscowości Peki’in. Lokalna droga prowadzi na północ do miejscowości Churfeisz.